# Hernando (Florida)
Hernando es un lugar designado por el censo ubicado en el condado de Citrus en el estado estadounidense de Florida. En el Censo de 2010 tenía una población de 9.054 habitantes y una densidad poblacional de 98,34 personas por km².

## Geografía
Hernando se encuentra ubicado en las coordenadas 28°57′16″N 82°23′37″O / 28.95444, -82.39361. Según la Oficina del Censo de los Estados Unidos, Hernando tiene una superficie total de 92.07 km², de la cual 82.08 km² corresponden a tierra firme y (10.85%) 9.99 km² es agua.

## Demografía
Según el censo de 2010, había 9.054 personas residiendo en Hernando. La densidad de población era de 98,34 hab./km². De los 9.054 habitantes, Hernando estaba compuesto por el 94.8% blancos, el 2.24% eran afroamericanos, el 0.43% eran amerindios, el 0.52% eran asiáticos, el 0.02% eran isleños del Pacífico, el 0.6% eran de otras razas y el 1.39% pertenecían a dos o más razas. Del total de la población el 3.46% eran hispanos o latinos de cualquier raza.